# Победзіська
Победзі́ська (пол. Pobiedziska, нім. Pudewitz) — місто в західній Польщі, центр Победзіської гміни Великопольського воєводства.

## Демографія
Демографічна структура станом на 31 березня 2011 року:
|          | Загалом | Допрацездатний вік | Працездатний вік | Постпрацездатний вік |
| -------- | ------- | ------------------ | ---------------- | -------------------- |
| Чоловіки | 4309    | 936                | 2994             | 379                  |
| Жінки    | 4570    | 919                | 2770             | 881                  |
| Разом    | 8879    | 1855               | 5764             | 1260                 |

## Победзіські старости
- Лукаш Опалінський